# Milano-Sanremo 1998
La Milano-Sanremo 1998, ottantanovesima edizione della corsa e valida come evento di apertura della Coppa del mondo di ciclismo su strada 1998, fu disputata il 21 marzo 1998, per un percorso totale di 294 km. Fu vinta dal tedesco Erik Zabel, che terminò con il tempo di 7h10'14" alla media di 41.001 km/h.
Partenza a Milano con 198 corridori di cui 172 portarono a termine il percorso.

## Squadre partecipanti
| N.      | Cod. | Squadra                        |
| ------- | ---- | ------------------------------ |
| 1-8     | TEL  | Team Deutsche Telekom          |
| 11-18   | ASI  | Asics-CGA                      |
| 21-28   | BAL  | Ballan                         |
| 31-38   | BAN  | Banesto                        |
| 41-48   | BRE  | Brescialat-Liquigas            |
| 51-58   | CTA  | Cantina Tollo-Alexia Alluminio |
| 61-68   | CSO  | Casino-Ag2r                    |
| 71-78   | COF  | Cofidis                        |
| 81-88   | FES  | Festina-Lotus                  |
| 91-98   | GAN  | Gan                            |
| 101-108 | KEL  | Kelme-Costa Blanca             |
| 111-118 | FDJ  | Française des Jeux             |
| 121-128 | LOT  | Lotto-Mobistar                 |

| N.      | Cod. | Squadra                   |
| ------- | ---- | ------------------------- |
| 131-138 | MAP  | Mapei-Bricobi             |
| 141-148 | MER  | Mercatone Uno-Bianchi     |
| 151-158 | ONC  | ONCE-Deutsche Bank        |
| 161-168 | RAB  | Rabobank                  |
| 171-178 | RIS  | Riso Scotti-MG Maglificio |
| 181-188 | ROS  | Ros Mary-Amica Chips      |
| 191-198 | SAE  | Saeco-Cannondale          |
| 201-208 | SCR  | Scrigno-Gaerne            |
| 211-218 | PLT  | Team Polti                |
| 221-228 | TVM  | TVM-Farm Frites           |
| 231-238 | USP  | US Postal Service         |
| 241-248 | VIT  | Vitalicio Seguros         |

## Resoconto degli eventi
Dopo vari tentativi di fuga tutti annullati, si arrivò in gruppo alla volatona finale con il Team Deutsche Telekom che tirò lo sprint a Zabel, che si confermò il più veloce sul traguardo di Via Roma, dopo la vittoria sempre allo sprint dell'anno prima.

## Ordine d'arrivo (Top 10)
| Pos. | Corridore          | Squadra       | Tempo    |
| ---- | ------------------ | ------------- | -------- |
| 1    | Erik Zabel         | Deutsche Tel. | 7h10'14" |
| 2    | Emmanuel Magnien   | F. des Jeux   | s.t.     |
| 3    | Frédéric Moncassin | Banesto       | s.t.     |
| 4    | Stefano Zanini     | Mercatone Uno | s.t.     |
| 5    | Andrej Čmil        | Lotto         | s.t.     |
| 6    | Filippo Casagrande | Scrigno       | s.t.     |
| 7    | Peter van Petegem  | TVM-Farm Fr.  | s.t.     |
| 8    | Michele Bartoli    | Riso Scotti   | s.t.     |
| 9    | Roberto Petito     | Saeco         | s.t.     |
| 10   | Alberto Elli       | Casino-Ag2r   | s.t.     |